# ادالهات
ادالهات (به انگلیسی: Adalhat) در هند است که در اوتار پرادش واقع شده‌است.

## خصوصیات
ادالهات ۴۴ کیلومترمربع مساحت و ۲۲٬۱۹۴ نفر جمعیت دارد و ۸۰٫۷۱ متر بالاتر از سطح دریا واقع شده‌است.